# Düsseldorfer Turn- und Sportverein Fortuna 1895 2015-2016
Questa voce raccoglie le informazioni riguardanti lo  Düsseldorfer Turn- und Sportverein Fortuna 1895  nelle competizioni ufficiali della stagione calcistica 2015-2016.

## Stagione
Nella stagione 2014-2015 il Fortuna Düsseldorf, allenato da Friedhelm Funkel, concluse il campionato di 2. Bundesliga al 14º posto. In Coppa di Germania il Fortuna Düsseldorf fu eliminato al secondo turno dal Norimberga.

## Rosa
| N. |                        | Ruolo | Calciatore         |
| -- | ---------------------- | ----- | ------------------ |
| 1  | Germania (bandiera)    | P     | Michael Rensing    |
| 2  | Germania (bandiera)    | C     | Julian Koch        |
| 3  | Tunisia (bandiera)     | D     | Karim Haggui       |
| 4  | Germania (bandiera)    | D     | Julian Schauerte   |
| 5  | Germania (bandiera)    | C     | Christopher Avevor |
| 6  | Germania (bandiera)    | D     | Kevin Akpoguma     |
| 7  | Germania (bandiera)    | C     | Oliver Fink        |
| 9  | Paesi Bassi (bandiera) | A     | Mike van Duinen    |
| 10 | Austria (bandiera)     | C     | Michael Liendl     |
| 11 | Germania (bandiera)    | C     | Axel Bellinghausen |
| 13 | Germania (bandiera)    | C     | Adam Bodzek        |
| 14 | Germania (bandiera)    | C     | Kaan Akca          |
| 15 | Germania (bandiera)    | D     | Lukas Schmitz      |
| 17 | Germania (bandiera)    | D     | Alexander Madlung  |

| N. |                           | Ruolo | Calciatore          |
| -- | ------------------------- | ----- | ------------------- |
| 18 | Costa d'Avorio (bandiera) | A     | Mathis Bolly        |
| 19 | Germania (bandiera)       | P     | Lars Unnerstall     |
| 20 | Finlandia (bandiera)      | A     | Joel Pohjanpalo     |
| 21 | Austria (bandiera)        | C     | Christian Gartner   |
| 22 | Turchia (bandiera)        | C     | Sercan Sararer      |
| 24 | Germania (bandiera)       | A     | Sérgio Pinto        |
| 25 | Azerbaigian (bandiera)    | C     | Tuğrul Erat         |
| 28 | Germania (bandiera)       | D     | Christian Weber     |
| 33 | Costa d'Avorio (bandiera) | A     | Didier Ya Konan     |
| 34 | Germania (bandiera)       | D     | Christian Strohdiek |
| 35 | Germania (bandiera)       | D     | Fabian Holthaus     |
| 37 | Togo (bandiera)           | C     | Ihlas Bebou         |
| 38 | Germania (bandiera)       | P     | Tim Wiesner         |

## Organigramma societario
Area tecnica
- Allenatore: Friedhelm Funkel
- Allenatore in seconda: Peter Hermann
- Preparatore dei portieri: Simon Jentzsch
- Preparatori atletici: Carsten Fiedler, Thomas Gucek, Marcel Verstappen

## Risultati

### 2. Bundesliga

#### Girone di andata
| Arbitro: | Perl |

|           |           |           |
| Kessel 5’ | Marcatori | 88’ Konan |

| Arbitro: | Kircher |

|          |           |                           |
| Bolly 2’ | Marcatori | 51’ Proschwitz 72’ Ndjeng |

| Arbitro: | Jablonski |

|            |           |  |
| Wittek 77’ | Marcatori |  |

| Arbitro: | Osmers |

|           |           |                      |
| Bolly 37’ | Marcatori | 33’ Grifo 39’ Höfler |

| Arbitro: | Dingert |

|             |           |  |
| Behrens 67’ | Marcatori |  |

| Arbitro: | Gräfe |

|                         |           |  |
| Bebou 9’ Konan 30’, 66’ | Marcatori |  |

| Arbitro: | Stegemann |

|              |           |                |
| Hoogland 26’ | Marcatori | 90’ van Duinen |

| Arbitro: | Brych |

|            |           |              |
| Hoffer 80’ | Marcatori | 70’ Demirbay |

| Arbitro: | Kampka |

|  |           |               |
|  | Marcatori | 50’ Jovanović |

| Arbitro: | Hartmann |

|                                 |           |  |
| Piossek 11’ Vučur 54’ Čolak 90’ | Marcatori |  |

| Arbitro: | Dietz |

|                 |           |  |
| Hesl 24’ (aut.) | Marcatori |  |

| Arbitro: | Osmers |

|                           |           |            |
| Forsberg 45’ Sabitzer 64’ | Marcatori | 75’ Haggui |

| Arbitro: | Petersen |

|           |           |  |
| Konan 78’ | Marcatori |  |

| Arbitro: | Meyer |

|                        |           |  |
| Thy 12’, 22’, 69’, 85’ | Marcatori |  |

| Arbitro: | Ittrich |

|              |           |          |
| Demirbay 75’ | Marcatori | 77’ Bohl |

| Arbitro: | Steinhaus |

|              |           |                          |
| Gugganig 67’ | Marcatori | 23’ (rig.), 42’ Demirbay |

| Arbitro: | Dietz |

|                |           |  |
| Pohjanpalo 25’ | Marcatori |  |

#### Girone di ritorno
| Arbitro: | Brych |

|  |           |                                  |
|  | Marcatori | 13’, 69’ Wood 86’ (aut.) Schmitz |

| Paderborn 21 dicembre 2015, ore 20:00 CET 19ª giornata | Paderborn | 0 – 0 referto | Fortuna Düsseldorf | Benteler-Arena (14 839 spett.)\| Arbitro: \| Siebert \| |
| Arbitro:                                               | Siebert   |               |                    |                                                         |

| Arbitro: | Perl |

|  |           |              |
|  | Marcatori | 69’ Leipertz |

| Arbitro: | Stark |

|                  |           |                        |
| Grifo 45’ (rig.) | Marcatori | 26’ Đurđić 69’ Sararer |

| Arbitro: | Stieler |

|                     |           |              |
| Demirbay 33’ (rig.) | Marcatori | 82’ Füllkrug |

| Arbitro: | Ittrich |

|                                         |           |                       |
| Bülow 29’ Mölders 47’ Liendl 80’ (rig.) | Marcatori | 66’ Schmitz 76’ Bebou |

| Arbitro: | Cortus |

|             |           |                                     |
| Sararer 19’ | Marcatori | 63’ Terodde 67’ Eisfeld 73’ Haberer |

| Arbitro: | Sippel |

|  |           |            |
|  | Marcatori | 75’ Yamada |

| Arbitro: | Steinhaus |

|               |           |  |
| Linsmayer 78’ | Marcatori |  |

| Arbitro: | Aarnink |

|                                             |           |                                       |
| Mavrias 1’ Fink 39’ Đurđić 43’ Demirbay 70’ | Marcatori | 5’ Gaus 60’ (aut.) Madlung 66’ Zimmer |

| Bielefeld 2 aprile 2016, ore 13:00 CEST 28ª giornata | Arminia Bielefeld | 0 – 0 referto | Fortuna Düsseldorf | SchücoArena (22 516 spett.)\| Arbitro: \| Kempter \| |
| Arbitro:                                             | Kempter           |               |                    |                                                      |

| Arbitro: | Dingert |

|          |           |                            |
| Fink 15’ | Marcatori | 45’, 73’ Poulsen 48’ Selke |

| Arbitro: | Kampka |

|                                  |           |             |
| Berisha 10’, 23’ Stiepermann 43’ | Marcatori | 17’ Sararer |

| Arbitro: | Schröder |

|             |           |             |
| Demirbay 5’ | Marcatori | 71’ Picault |

| Arbitro: | Brand |

|                        |           |                |
| Onuegbu 46’ Obinna 58’ | Marcatori | 67’ Pohjanpalo |

| Arbitro: | Weiner |

|              |           |  |
| Demirbay 49’ | Marcatori |  |

| Arbitro: | Siebert |

|  |           |                          |
|  | Marcatori | 74’, 83’ (rig.) Demirbay |

### Coppa di Germania
| Arbitro: | Siebert |

|                         |                      |                                          |
| Baier Weber Cekic Fritz | Tiri di rigore 1 – 3 | Konan Haggui van Duinen Strohdiek Liendl |

| Arbitro: | Fritz |

|                                                               |           |              |
| Burgstaller 10’ Behrens 17’ Füllkrug 41’ Leibold 43’ Blum 69’ | Marcatori | 72’ Demirbay |

## Statistiche

### Statistiche di squadra
| Competizione      | Punti | In casa | In casa | In casa | In casa | In casa | In casa | In trasferta | In trasferta | In trasferta | In trasferta | In trasferta | In trasferta | Totale | Totale | Totale | Totale | Totale | Totale | DR  |
| Competizione      | Punti | G       | V       | N       | P       | Gf      | Gs      | G            | V            | N            | P            | Gf           | Gs           | G      | V      | N      | P      | Gf     | Gs     | DR  |
| ----------------- | ----- | ------- | ------- | ------- | ------- | ------- | ------- | ------------ | ------------ | ------------ | ------------ | ------------ | ------------ | ------ | ------ | ------ | ------ | ------ | ------ | --- |
| 2. Bundesliga     | 35    | 17      | 6       | 3       | 8       | 18      | 22      | 17           | 3            | 5            | 9            | 14           | 25           | 34     | 9      | 8      | 17     | 32     | 47     | -15 |
| Coppa di Germania | -     | 0       | 0       | 0       | 0       | 0       | 0       | 2            | 0            | 1            | 1            | 1            | 5            | 2      | 0      | 1      | 1      | 1      | 5      | -4  |
| Totale            | -     | 17      | 6       | 3       | 8       | 18      | 22      | 19           | 3            | 6            | 10           | 15           | 30           | 36     | 9      | 9      | 18     | 33     | 52     | -19 |

### Andamento in campionato
| Giornata  | 1 | 2  | 3  | 4  | 5  | 6  | 7  | 8  | 9  | 10 | 11 | 12 | 13 | 14 | 15 | 16 | 17 | 18 | 19 | 20 | 21 | 22 | 23 | 24 | 25 | 26 | 27 | 28 | 29 | 30 | 31 | 32 | 33 | 34 |
| --------- | - | -- | -- | -- | -- | -- | -- | -- | -- | -- | -- | -- | -- | -- | -- | -- | -- | -- | -- | -- | -- | -- | -- | -- | -- | -- | -- | -- | -- | -- | -- | -- | -- | -- |
| Luogo     | T | C  | T  | C  | T  | C  | T  | T  | C  | T  | C  | T  | C  | T  | C  | T  | C  | C  | T  | C  | T  | C  | T  | C  | C  | T  | C  | T  | C  | T  | C  | T  | C  | T  |
| Risultato | N | P  | P  | P  | P  | V  | N  | N  | P  | P  | V  | P  | V  | P  | N  | V  | V  | P  | N  | P  | V  | N  | P  | P  | P  | P  | V  | N  | P  | P  | N  | P  | V  | V  |
| Posizione | 7 | 13 | 14 | 17 | 18 | 15 | 16 | 15 | 16 | 16 | 16 | 16 | 16 | 16 | 17 | 15 | 13 | 15 | 15 | 15 | 14 | 15 | 15 | 15 | 16 | 16 | 15 | 15 | 15 | 15 | 14 | 15 | 15 | 14 |

Legenda:

Luogo: C = Casa; T = Trasferta. Risultato: V = Vittoria; N = Pareggio; P = Sconfitta.

### Statistiche dei giocatori
| Giocatore        | 2. Bundesliga | 2. Bundesliga | 2. Bundesliga | 2. Bundesliga | Coppa di Germania | Coppa di Germania | Coppa di Germania | Coppa di Germania | Totale   | Totale | Totale      | Totale     |
| Giocatore        | Presenze      | Reti          | Ammonizioni   | Espulsioni    | Presenze          | Reti              | Ammonizioni       | Espulsioni        | Presenze | Reti   | Ammonizioni | Espulsioni |
| ---------------- | ------------- | ------------- | ------------- | ------------- | ----------------- | ----------------- | ----------------- | ----------------- | -------- | ------ | ----------- | ---------- |
| M. Rensing       | 34            | 0             | 2             | 0             | -                 | -                 | -                 | -                 | 34       | 0      | 2           | 0          |
| L. Unnerstall    | -             | -             | -             | -             | 2                 | 0                 | 0                 | 0                 | 2        | 0      | 0           | 0          |
| T. Wiesner       | -             | -             | -             | -             | -                 | -                 | -                 | -                 | -        | -      | -           | -          |
| K. Akpoguma      | 17            | 0             | 2             | 0             | 1                 | 0                 | 0                 | 0                 | 18       | 0      | 2           | 0          |
| C. Avevor        | 7             | 0             | 2             | 0             | -                 | -                 | -                 | -                 | 7        | 0      | 2           | 0          |
| R. Bormuth       | -             | -             | -             | -             | -                 | -                 | -                 | -                 | -        | -      | -           | -          |
| T. Erat          | -             | -             | -             | -             | -                 | -                 | -                 | -                 | -        | -      | -           | -          |
| K. Haggui        | 29            | 1             | 3             | 1             | 1                 | 0                 | 1                 | 0                 | 30       | 1      | 4           | 1          |
| J. Koch          | 24            | 0             | 5             | 0             | 2                 | 0                 | 2                 | 0                 | 26       | 0      | 7           | 0          |
| A. Madlung       | 19            | 0             | 2             | 0             | 1                 | 0                 | 0                 | 0                 | 20       | 0      | 2           | 0          |
| J. Schauerte     | 31            | 0             | 5             | 0             | 2                 | 0                 | 0                 | 0                 | 33       | 0      | 5           | 0          |
| L. Schmitz       | 27            | 1             | 5             | 0             | 1                 | 0                 | 0                 | 1                 | 28       | 1      | 5           | 1          |
| C. Strohdiek     | 17            | 0             | 4             | 0             | 1                 | 0                 | 1                 | 0                 | 18       | 0      | 5           | 0          |
| K. Akca          | -             | -             | -             | -             | -                 | -                 | -                 | -                 | -        | -      | -           | -          |
| A. Bellinghausen | 27            | 0             | 6             | 0             | 1                 | 0                 | 0                 | 0                 | 28       | 0      | 6           | 0          |
| A. Bodzek        | 16            | 0             | 7             | 0             | 1                 | 0                 | 0                 | 0                 | 17       | 0      | 7           | 0          |
| M. Bolly         | 18            | 2             | 1             | 0             | 1                 | 0                 | 0                 | 0                 | 19       | 2      | 1           | 0          |
| K. Demirbay      | 25            | 10            | 7             | 1             | 1                 | 1                 | 0                 | 0                 | 26       | 11     | 7           | 1          |
| O. Fink          | 20            | 2             | 5             | 0             | 1                 | 0                 | 0                 | 0                 | 21       | 2      | 5           | 0          |
| C. Gartner       | 3             | 0             | 0             | 0             | -                 | -                 | -                 | -                 | 3        | 0      | 0           | 0          |
| J. Kinjo         | -             | -             | -             | -             | -                 | -                 | -                 | -                 | -        | -      | -           | -          |
| C. Maurias       | 15            | 1             | 2             | 0             | -                 | -                 | -                 | -                 | 15       | 1      | 2           | 0          |
| S. Sararer       | 24            | 3             | 3             | 0             | 2                 | 0                 | 1                 | 0                 | 26       | 3      | 4           | 0          |
| S. Pinto         | -             | -             | -             | -             | -                 | -                 | -                 | -                 | -        | -      | -           | -          |
| M. Sobottka      | 15            | 0             | 4             | 0             | 1                 | 0                 | 0                 | 0                 | 16       | 0      | 4           | 0          |
| I. Bebou         | 23            | 2             | 2             | 0             | 1                 | 0                 | 0                 | 0                 | 24       | 2      | 2           | 0          |
| N. Đurđić        | 12            | 2             | 1             | 0             | -                 | -                 | -                 | -                 | 12       | 2      | 1           | 0          |
| E. Iyoha         | 5             | 0             | 0             | 0             | -                 | -                 | -                 | -                 | 5        | 0      | 0           | 0          |
| J. Pohjanpalo    | 26            | 2             | 5             | 0             | 2                 | 0                 | 0                 | 0                 | 28       | 2      | 5           | 0          |
| K. Rüzgar        | 1             | 0             | 0             | 0             | -                 | -                 | -                 | -                 | 1        | 0      | 0           | 0          |
| D. Konan         | 20            | 4             | 5             | 0             | 2                 | 0                 | 0                 | 0                 | 22       | 4      | 5           | 0          |
| F. Holthaus      | 2             | 0             | 0             | 0             | 1                 | 0                 | 0                 | 0                 | 3        | 0      | 0           | 0          |
| M. Liendl        | 3             | 0             | 2             | 0             | 1                 | 0                 | 0                 | 0                 | 4        | 0      | 2           | 0          |
| M. van Duinen    | 12            | 1             | 2             | 0             | 2                 | 0                 | 0                 | 0                 | 14       | 1      | 2           | 0          |